# PB63 Lady
La PB63 Lady è una società di pallacanestro femminile di Battipaglia (Salerno). Gioca al PalaZauli. Fa parte della Polisportiva Battipagliese A.S.D., che include anche la sezione maschile e un gran numero di formazioni giovanili.
La squadra è stata fondata nel 1963. Nel 2008, inizia la storia della sezione femminile, promossa nella primavera 2009 dopo la finale di Serie B contro la Rescifina Messina in Serie B d'Eccellenza. Nel 2009-'10 si presenta con grandi investimenti per tentare la promozione, che le riesce dopo la finale vinta a sorpresa contro l'altra battipagliese, la Carpedil. Esordisce in Serie A2 nel 2010-11, sponsorizzata Ciplas.
La stagione 2012-13 continua nel segno della continuità con le conferme di Riccardi, Granieri e Di Battista. Da sottolineare l'inserimento di Giulio Pierri nei quadri organici dirigenziali.
Nel 2013-2014, la squadra ottiene finalmente la prima storica promozione in Serie A1 Femminile, vincendo lo spareggio contro Torino. Da allora, la squadra ha disputato sette stagioni consecutive in A1, con due partecipazioni ai play-off Scudetto e il miglior risultato raggiunto nei quarti di finale del campionato 2015-2016.
Il 28 marzo 2016 la formazione under 20 conquista, prima volta nella storia della società, il titolo nazionale under 20, battendo in finale al palaDozza di Bologna la Reyer Venezia. Compagine under 20 guidata da coach Massimo Riga. A livello giovanile, la squadra si è distinta vincendo un altro Scudetto e una Coppa Italiana Under 20.

## Cronistoria
| Cronistoria della PB63 Lady |
| --- |
| - 2008-09 · 2ª in serie B regionale campana, Vince i play-off e lo spareggio promozione: promossa in serie B d'Eccellenza. - 2009-10 · Ciplast, 2ª nel Girone D/2 della serie B d'Eccellenza. Vince i play-off e lo spareggio promozione: promossa in Serie A2. - 2010-11 · Ciplast, 6ª nel Girone Sud della Serie A2, sconfitta nei quarti di finale promozione del Girone Sud. - 2011-12 · Solar Energy, 6ª nel Girone Sud della Serie A2, sconfitta nei quarti di finale promozione del Girone Sud. - 2012-13 · 5ª nel Girone Sud della Serie A2, sconfitta in finale promozione del Girone Sud. - 2013-14 · 2ª nel Conference Centro-Sud della Serie A2, 1ª nel Poule promozione, Perde la finale play-off ma vince lo spareggio promozione: promossa in Serie A1. - 2014 - Cambia nome in PB63 Lady. - 2014-15 · Techmania, 9ª in Serie A1. - 2015-16 · Givova Convergenze, 10ª in Serie A1, quarti di finale dei play-off. - 2016-17 · Treofan, 11ª in Serie A1, salva ai play-out. - 2017-18 · Treofan, 10ª in Serie A1, salva ai play-out. - 2018-19 · Treofan, 10ª in Serie A1, ottavi dei play-off. - 2019-20 · O.ME.P.S. Givova, in Serie A1 (campionato interrotto) - 2020-21 · O.ME.P.S. BricUp, 13ª in Serie A1, perde la finale play-out, retrocessa in Serie A2. - 2021-22 · O.ME.P.S. Afora Givova, 10ª nel girone Sud di Serie A2, salva ai play-out. - 2022-23 · O.ME.P.S. Afora Givova, 3ª nel girone Sud di Serie A2, vince i play-off: promossa in Serie A1. - 2023-24 · O.ME.P.S., 12ª in Serie A1, salva ai play-out. - 2024-25 · O.ME.P.S., 8ª in Serie A1, quarti di finale dei play-off. |

## Allenatori
- 2009-2010  ·  Claudio Milano
 Mauro Cavaliere (da feb. 2010)[7]
- 2010-2011  ·  Elio Cavallo
- 2011-2012  ·  Renato Sabatino
 Lorenzo Martinelli (da nov. 2011)
 Pierluigi Orlando (da feb. 2012)
- 2012-2013  ·  Marco Del Re[8]
 Massimo Riga (da dic. 2012)
- 2013-2017  ·  Massimo Riga
 Francesco Dragonetto (da apr. 2017)
- 2017-2018  ·  Alfredo Lamberti
 Vincenzo Bochicchio (da gen. 2018)
- 2018-2019  ·  Alberto Matassini
- 2019-2020  ·  Sandro Orlando
- 2020-2021  ·  Giuseppe Piazza
 Roberto Paciucci (da ott. 2020)
 Stefano Scotto Di Luzio (da gen. 2021)
 Claudio Corà (da mar. 2021)
- 2021-2024  Vasilīs Maslarinos (fino dic. 2023)
 Giuseppe Caboni (da dic. 2023)
 Francesco Dragonetto (da mar. 2024)
- dal 2024  Lorenzo Serventi

## Statistiche e record

### Partecipazione ai campionati
| Livello | Categoria            | Partecipazioni | Debutto   | Ultima stagione |
| ------- | -------------------- | -------------- | --------- | --------------- |
| 1º      | Serie A1             | 9              | 2014-2015 | 2024-2025       |
| 2º      | Serie A2             | 6              | 2010-2011 | 2022-2023       |
| 3º      | Serie B d'Eccellenza | 1              | 2009-2010 | 2009-2010       |

La PB63 Lady ha disputato complessivamente 15 stagioni sportive a livello nazionale.